# Municipio de Gotland
Gotland (en sueco: Gotlands kommun) es un municipio de la provincia de Gotlandia, Suecia, en la isla de Gotlandia. Su sede se encuentra en la ciudad de Visby.
El municipio de Gotland se formó durante la reforma municipal en 1971 con la fusión de la ciudad de Visby, Slite Köping y los municipios de Dalhem, Fårösund, Havdhem, Hemse, Hoburg, Klintehamn, Ljugarn, Lärbro, Romakloster, Stenkumla, Stånga y Tingstäde. Desde 2011 el municipio ha estado cubierto por una ley, 2010: 630, sobre la responsabilidad del desarrollo regional en ciertas provincias que le da al municipio la responsabilidad de «los esfuerzos para crear un crecimiento y desarrollo regional sostenible». En relación con esto, el municipio cambió su nombre a región de Gotland (Region Gotland).

## Localidades
Hay 18 áreas urbanas (tätort) en el municipio:
| #  | Tätort            | Población |
| -- | ----------------- | --------- |
| 1  | Visby             | 24 272    |
| 2  | Vibble            | 1797      |
| 3  | Hemse             | 1684      |
| 4  | Klintehamn        | 1545      |
| 5  | Romakloster       | 1194      |
| 6  | Slite             | 1019      |
| 7  | Fårösund          | 922       |
| 8  | Tofta             | 678       |
| 9  | Norra Visby       | 652       |
| 10 | Slite norra       | 523       |
| 11 | Västerhejde       | 456       |
| 12 | Lärbro            | 424       |
| 13 | Brissund y Själsö | 421       |
| 14 | Burgsvik          | 350       |
| 15 | Stånga            | 330       |
| 16 | Väskinde          | 329       |
| 17 | Havdhem           | 265       |
| 18 | Tingstäde         | 246       |

## Ciudades hermanas
Gotland esta hermanado o tiene tratado de cooperación con:
| - Kragerø, Noruega - Mariehamn/Åland, Finlandia - Valkeakoski, Finlandia - Lübeck, Alemania - Rodas, Grecia | - Soest, Alemania - Tukums, Letonia - Samsø, Dinamarca - Saaremaa, Estonia - Gammalsvenskby, Ucrania |